# Ruka Hirano
Ruka Hirano (平野 流佳, Hirano Ruka), né le 12 mars 2002, est un snowboardeur japonais.

## Palmarès

### Championnats du monde
- Engadine - Mondiaux 2025 :
  -  Médaillé d'argent en half-pipe.

### Coupe du monde
- 3 petits globe de cristal :
  - Vainqueur du classement halfpipe en 2023, 2024 et 2025.
- 20 podiums : 7 victoires.

#### Détails des victoires
| Épreuve / Édition | Halfpipe                      |
| ----------------- | ----------------------------- |
| 2019-2020         | Calgary                       |
| 2021-2022         | Copper Mountain               |
| 2022-2023         | Laax Mammoth Mountain Calgary |
| 2024-2025         | Aspen Calgary                 |

### Jeux olympiques de la jeunesse
- Médaille d'or en halfpipe aux Jeux olympiques de la jeunesse d'hiver de 2020